# The Sims 4
The Sims 4 è un videogioco di simulazione sociale sviluppato da Maxis e pubblicato da Electronic Arts. È il quarto capitolo principale della serie The Sims, successore di The Sims 3 (2009). Il gioco è stato pubblicato il 2 settembre 2014 in America del Nord e il 4 settembre in Europa per Windows. Una versione per OS X è stata distribuita nel febbraio 2015, mentre le edizioni per PlayStation 4 e Xbox One sono state rilasciate nel novembre 2017. Il 18 ottobre 2022 il titolo è stato reso free-to-play, adottando un modello di monetizzazione basato su pacchetti di contenuti scaricabili a pagamento.
Come nei capitoli precedenti, The Sims 4 permette ai giocatori di creare e personalizzare personaggi virtuali, chiamati "Sim", costruire e arredare abitazioni e simulare la loro vita quotidiana. Il gioco introduce un nuovo motore grafico e strumenti avanzati per la creazione dei personaggi e la costruzione delle case, oltre a un sistema di emozioni e personalità più approfondito per i Sim.
Lo sviluppo del gioco è iniziato come un titolo multiplayer online, ma in seguito all'accoglienza negativa di SimCity (2013) di Maxis, il progetto è stato riconvertito in un'esperienza per giocatore singolo. Nei mesi precedenti al lancio, Maxis ha annunciato la rimozione di diverse funzionalità presenti nei capitoli precedenti della serie, decisione accolta negativamente dalla comunità.
Alla sua uscita, The Sims 4 ha ricevuto recensioni contrastanti dalla critica: sono stati elogiati il design visivo, la simulazione migliorata dell'intelligenza artificiale dei Sim e gli strumenti di costruzione semplificati, mentre sono stati criticati la scarsità di contenuti rispetto ai predecessori, le frequenti schermate di caricamento e l'assenza di alcune funzionalità chiave.
Nonostante le critiche iniziali, il gioco ha ottenuto un notevole successo commerciale, raggiungendo la vetta della classifica dei videogiochi più venduti nel 2014 e superando i 70 milioni di giocatori nel 2023, diventando il capitolo più popolare della serie. Il titolo è stato supportato da numerosi pacchetti di espansione, contenuti scaricabili e aggiornamenti gratuiti che hanno introdotto nuove funzionalità, come piscine, opzioni avanzate di personalizzazione e strumenti di costruzione migliorati. Al luglio 2025, sono stati pubblicati sedici pacchetti di espansione, dodici pacchetti di gioco e diversi kit. L'espansione più recente, The Sims 4: Natura Incantata, è stata annunciata il 12 giugno 2025 ed è stata rilasciata il 10 luglio dello stesso anno.

## Modalità di gioco
The Sims 4 non presenta obiettivi principali o traguardi da raggiungere, lasciando al giocatore la libertà di prendere decisioni e interagire con l'ambiente simulato. Il fulcro del gioco è la gestione della vita quotidiana di personaggi virtuali chiamati Sim, che il giocatore controlla guidandone le azioni e soddisfacendo i loro bisogni. È inoltre possibile aiutarli a raggiungere obiettivi personali rappresentati da aspirazioni, desideri e paure, che si generano dinamicamente in base alle scelte e al comportamento del Sim.
I Sim comunicano tra loro utilizzando il Simlish, un linguaggio immaginario proprio della serie. Ogni Sim ha sei bisogni fondamentali da soddisfare: fame, vescica, igiene, socialità, divertimento ed energia. Questi bisogni diminuiscono con il trascorrere del tempo nel gioco e possono essere ristabiliti attraverso specifiche interazioni con oggetti e mobili presenti nell'ambiente domestico o comunitario.
I Sim possono guadagnare simoleon (§), la valuta immaginaria del gioco, principalmente attraverso un'occupazione o vendendo oggetti artigianali, come dipinti o prodotti da giardino. Il gioco offre la possibilità di sviluppare diverse abilità, che migliorano le prestazioni nelle attività quotidiane e consentono di creare nuovi oggetti o sbloccare ulteriori interazioni.
Come nei capitoli precedenti della serie, The Sims 4 include una serie di trucchi che permettono di ottenere denaro extra o di sbloccare funzionalità nascoste. Le versioni per Windows e OS X supportano inoltre il modding, consentendo ai giocatori di personalizzare ed espandere il gioco. Le modifiche create dalla comunità si dividono in due categorie principali: le mod di script, che alterano o aggiungono nuove meccaniche di gioco, e i contenuti personalizzati (CC), che comprendono elementi estetici come acconciature, vestiti, trucco e mobili.
Il gioco è stato ulteriormente ampliato nel corso degli anni attraverso numerosi contenuti scaricabili a pagamento (DLC), che aggiungono nuove funzionalità, oggetti, mondi esplorabili e opzioni di personalizzazione.

### Crea un Sim
Crea un Sim è l'interfaccia principale di The Sims 4 che permette ai giocatori di creare e personalizzare i propri Sim e le loro famiglie prima di inserirli nel mondo di gioco. Questo strumento offre un sistema intuitivo che consente di modificare direttamente le caratteristiche fisiche del Sim, come il viso e il corpo, regolando ogni dettaglio manualmente o utilizzando modelli predefiniti.
Ogni Sim adulto possiede tre tratti della personalità che influenzano il comportamento e le emozioni, oltre a un’aspirazione, che rappresenta l'obiettivo di vita del Sim e garantisce un tratto aggiuntivo speciale. Completando l’aspirazione, il Sim ottiene una caratteristica ricompensa che ne migliora le abilità o le interazioni legate a quell'obiettivo. I tratti e le aspirazioni possono essere selezionati manualmente o determinati tramite un quiz di personalità che genera automaticamente una configurazione personalizzata.
Una delle funzioni avanzate di Crea un Sim è Gioca con la genetica, che permette di creare parenti dei Sim esistenti, come fratelli, figli o genitori. Questa funzione simula la trasmissione genetica, consentendo di ereditare caratteristiche fisiche come il colore della pelle, degli occhi e dei capelli. Nel 2021 è stato introdotto un aggiornamento che ha aggiunto i gusti, i quali influenzano le preferenze estetiche e le attività preferite del Sim. Queste preferenze possono essere assegnate durante la creazione del Sim o sviluppate progressivamente nel corso del gioco.
Attraverso vari expansion pack e game pack, il gioco introduce diverse tipologie di Sim occulti, come alieni, vampiri, sirene, incantatori e lupi mannari. Alcune di queste creature possono essere create direttamente in Crea un Sim. Gli animali domestici, come cani e gatti, sono stati introdotti con l'espansione The Sims 4: Cani e gatti, mentre i cavalli sono apparsi con The Sims 4: Vita nel ranch. Questi animali possono essere creati nella modalità Crea un animale domestico o adottati successivamente durante la partita.
Negli anni, il sistema di creazione ha subito diverse modifiche per garantire una maggiore inclusività. Nel 2016, un aggiornamento ha reso possibile personalizzare liberamente il genere dei Sim, permettendo di scegliere acconciature, abiti e capacità riproduttive indipendentemente dal sesso biologico. Nel 2020, a seguito delle richieste della comunità, sono state aggiunte nuove tonalità della pelle, suddivise in toni caldi, freddi e neutri, con la possibilità di regolarne la saturazione e di modificare l’opacità del trucco. Nel 2022 un ulteriore aggiornamento ha introdotto l'orientamento sessuale, consentendo di definire l'attrazione del Sim in modo romantico e/o sessuale, con la possibilità di modificarla nel corso del gioco.

### Modalità Costruisci
La modalità costruisci di The Sims 4 è l'interfaccia principale per la costruzione e l'arredamento di case e lotti. I giocatori possono progettare edifici, personalizzare gli interni e salvare le proprie creazioni nella libreria del gioco, oppure collocare stanze ed edifici predefiniti. Le stanze possono essere costruite disegnando muri o utilizzando modelli predefiniti di varie forme, che possono essere successivamente modificati o ridimensionati.
Una novità introdotta con The Sims 4 è la possibilità di spostare e duplicare intere stanze ed edifici. La modalità costruisci consente anche la creazione di specchi d'acqua come fontane, piscine e stagni.
Gli strumenti di personalizzazione offrono opzioni per aggiungere porte, archi, muri a metà altezza, scale, rivestimenti per pareti e pavimenti. È possibile costruire edifici con più piani, regolare l'altezza dei muri e personalizzare le fondamenta. Inoltre, la modalità costruisci permette il posizionamento libero di porte e finestre, ampliando ulteriormente le possibilità creative.
Per arredare una casa, i giocatori possono acquistare oggetti come mobili e elettrodomestici (ad esempio televisori, letti, docce e frigoriferi). Ogni oggetto ha una funzione specifica: soddisfare un bisogno del Sim, sviluppare abilità o servire come semplice decorazione. Alcuni oggetti sono inizialmente bloccati e diventano disponibili avanzando nelle carriere dei Sims o attraverso l'uso di codici di gioco.

### Mondi
In The Sims 4 i mondi rappresentano l'ambiente di gioco in cui si svolgono le vite dei Sims. Ogni mondo è suddiviso in quartieri, che contengono un numero limitato di lotti personalizzabili. I giocatori possono costruire nuove abitazioni o modificare quelle esistenti, adattando ogni spazio alle proprie preferenze. I lotti possono essere classificati come residenziali, dove i Sims vivono, o comunitari, dedicati alle attività sociali e ricreative. A differenza di The Sims 3, che offriva un'esperienza in mondo aperto, in The Sims 4 il passaggio da un lotto all'altro richiede una schermata di caricamento, sebbene sia possibile esplorare liberamente alcune aree all'interno di ciascun quartiere.
Il gioco base include tre mondi principali. Willow Creek e Oasis Springs offrono lotti pre-costruiti, comunità già popolate e spazi pubblici interattivi, mentre Newcrest, aggiunto tramite un aggiornamento del 2015, è un ambiente completamente vuoto che permette ai giocatori di creare liberamente le proprie strutture.
I contenuti aggiuntivi, come i pacchetti di espansione e i game pack, introducono nuovi mondi, spesso ispirati a luoghi reali. Ad esempio, il pacchetto The Sims 4: Vita sull'Isola aggiunge Sulani, un ambiente tropicale con spiagge e attività legate al mare. Con The Sims 4: Avventura nella Giungla, viene introdotto Selvadorada, un mondo ispirato alle regioni dell'America Latina, caratterizzato da rovine antiche e una fitta giungla esplorabile. The Sims 4: Vita in Montagna offre invece Monte Komorebi, un mondo ispirato ai paesaggi montuosi del Giappone, dove è possibile praticare sport invernali. Infine, Henford-on-Bagley, incluso in The Sims 4: Vita in Campagna, richiama le campagne inglesi, con paesaggi rurali, fiere locali e una forte comunità agricola.

### Stati umorali
Un aspetto innovativo di The Sims 4 è rappresentato dagli stati umorali, che influenzano il comportamento e le interazioni del Sim in base a diversi fattori, come l'ambiente, gli eventi, i ricordi e l’arredamento. Le emozioni possono variare da stati positivi come felice e concentrato a stati negativi come triste, imbarazzato e furente. Alcune emozioni presentano livelli di intensità crescente: per esempio, un Sim può sentirsi giocoso, molto giocoso o, in casi estremi, arrivare a essere isterico. Con il Game Pack StrangerVille è stato introdotto lo stato di "posseduto", mentre aggiornamenti successivi hanno aggiunto nuove emozioni come "spaventato" e il suo stadio avanzato "terrorizzato".

### Fasi di crescita
Nel corso della loro esistenza, i Sim attraversano diverse fasi di crescita, che possono avvenire automaticamente con il trascorrere del tempo o essere accelerate facendo soffiare al Sim le candeline su una torta di compleanno. Il nucleo familiare può espandersi attraverso la convivenza, il matrimonio, la nascita di un bambino, l'adozione o aggiungendo nuovi Sim tramite l’interfaccia di creazione.
I Sim iniziano la loro vita come neonati, una fase in cui richiedono cure costanti da parte dei genitori. Se trascurati, possono essere presi in custodia dai servizi sociali. Crescendo, passano allo stadio di lattanti, durante il quale sviluppano abilità di base come gattonare e comunicare. Successivamente diventano bebè, un'età in cui apprendono capacità fondamentali come camminare, parlare e pensare, pur continuando a dipendere dai genitori. In età infantile, i Sim possono frequentare la scuola elementare, completare i compiti e sviluppare la loro prima aspirazione.
Durante l’adolescenza i Sim iniziano a frequentare il liceo, possono ottenere un lavoro part-time e intraprendere relazioni romantiche. Una volta raggiunta la fase di giovane adulto, hanno la possibilità di avviare una carriera, sposarsi e formare una famiglia. Nella fase adulta, i Sim continuano le loro attività quotidiane e mostrano i primi segni di invecchiamento; con l'espansione The Sims 4: Cresciamo Insieme, possono affrontare le crisi di mezz'età. Infine, durante la vecchiaia, i Sim possono andare in pensione e, con il passare del tempo, raggiungere l'ultima fase della loro esistenza fino alla morte per vecchiaia.

### La Galleria
The Sims 4 introduce diverse novità rispetto ai capitoli precedenti, tra cui La Galleria, un sistema integrato di scambio online che permette ai giocatori di caricare, scaricare e condividere contenuti creati in gioco. Attraverso questa piattaforma, è possibile pubblicare e scaricare Sims, famiglie, stanze e edifici, ampliando così le possibilità creative e la personalizzazione del gioco.

## Sviluppo
Lo sviluppo di The Sims 4 è iniziato con un forte focus sull'integrazione di funzionalità di gioco online, in linea con la visione di Electronic Arts di includere componenti digitali in tutti i suoi titoli. Nel 2012 Frank Gibeau, presidente di EA, aveva dichiarato che nessun gioco sarebbe stato approvato per essere sviluppato come esperienza esclusivamente single-player, enfatizzando l'importanza dei servizi online e dell'interazione digitale continua. Tuttavia, a seguito della deludente ricezione di SimCity (2013), che soffrì di gravi problemi tecnici e di gameplay a causa della connessione obbligatoria alla rete, i piani per The Sims 4 cambiarono radicalmente. Maxis annunciò che il gioco sarebbe stato un'esperienza single-player offline, abbandonando l'idea di una connessione sempre attiva.
Il 6 maggio 2013 The Sims 4 è stato ufficialmente annunciato sul sito di Electronic Arts, con l'attivazione contemporanea del sito web dedicato, thesims4.com. Il 15 agosto dello stesso anno, Electronic Arts ha fornito una prima anteprima del gioco attraverso diversi screenshot, mentre una successiva presentazione è avvenuta durante il Gamescom tenutosi il 20 agosto a Colonia, in Germania.
A differenza del predecessore The Sims 3, The Sims 4 ha visto il ritorno nel team di sviluppo di Maxis, la casa ideatrice e produttrice dei primi due titoli. Electronic Arts ha inoltre confermato che il gioco avrebbe richiesto processori meno potenti rispetto al suo predecessore, garantendo prestazioni ottimali anche su computer economici.
Nel gennaio 2014 lo sviluppo di The Sims 4 subì un ulteriore colpo a causa dei licenziamenti presso EA Salt Lake, uno studio che stava collaborando alla produzione. La chiusura dello studio Maxis Emeryville nel 2015, conseguente al fallimento di SimCity, segnò una fase cruciale nello sviluppo del gioco. I dipendenti rimasti degli studi EA Salt Lake e Maxis Emeryville furono trasferiti al nuovo studio Maxis di Redwood Shores, in California.
Il 26 luglio 2017 Electronic Arts confermò l'arrivo di The Sims 4 anche su console, annunciando la versione per PlayStation 4 e Xbox One, che fu resa disponibile dal 17 novembre dello stesso anno. La versione per console includeva le espansioni Esterni da Sogno, Anima della Festa, Notte in bianco e Strepitosi cappelli a forma di animali.
Nel corso dello sviluppo The Sims 4 ha visto l'introduzione di un nuovo motore di gioco proprietario, denominato "SmartSim". Questo motore ha permesso lo sviluppo di un innovativo sistema di emozioni per i Sims, con animazioni più espressive e complesse rispetto ai titoli precedenti. Il sistema ha reso le interazioni sociali tra i Sims più naturali e credibili, migliorando notevolmente i comportamenti precedentemente considerati "robotici".
La colonna sonora del gioco, composta dal musicista britannico Ilan Eshkeri, ha avuto un ruolo fondamentale nell'accompagnare l'esperienza emotiva dei giocatori. La musica orchestrale è stata progettata per sottolineare le emozioni dei Sims durante il gioco, con oltre 140 effetti sonori che accompagnano momenti significativi, come litigi, primi baci, matrimoni o guasti al WC. Le registrazioni sono state effettuate agli Abbey Road Studios di Londra, con l'orchestra London Metropolitan Orchestra che ha eseguito le composizioni.

### Collaborazioni e iniziative speciali
In occasione del lancio di The Sims 4 nel 2014, l'azienda SteelSeries ha rilasciato una linea di periferiche a tema The Sims, comprendente un headset, un mouse e una luce USB a forma di Plumbob. Le luci LED integrate nei dispositivi cambiano colore in base all'umore del Sim controllato dal giocatore.
Nel 2019 è stata avviata una collaborazione con la casa di moda italiana di lusso Moschino, che ha portato alla creazione di una collezione di abbigliamento ispirata alla serie con elementi in pixel art. La partnership ha incluso anche il rilascio dello stuff pack Moschino Stuff, che aggiunge al gioco oggetti e abbigliamento a tema Moschino.
Dal 17 luglio al 7 agosto 2020 è andato in onda su TBS il reality show The Sims Spark'd, una competizione che ha coinvolto dodici concorrenti provenienti da popolari canali YouTube dedicati alla comunità di fan di The Sims. I partecipanti si sono sfidati in diverse prove di gioco all'interno di The Sims 4, creando personaggi e storie in base a temi e limitazioni stabilite dal programma.
Tra il 29 giugno e il 7 luglio 2021 si è svolto l'evento musicale in-game Sims Sessions, un festival accessibile in un'area speciale del mondo di gioco. Durante l'evento, gli artisti Bebe Rexha, Dave Bayley (frontman dei Glass Animals) e Joy Oladokun hanno eseguito versioni in Simlish dei loro brani rispettivamente Sabotage, Heat Waves e Breathe Again.

## Contenuti scaricabili
Il 19 dicembre 2014 Electronic Arts ha annunciato il primo DLC (un game pack, precisamente) per The Sims 4. Il prezzo dei DLC varia dalla tipologia di contenuto, esistono però un paio di contenuti aggiuntivi gratuiti.

### Expansion Pack
Il 4 febbraio 2015 è stata annunciata, seguita dalla pubblicazione di un trailer, sul blog ufficiale la prima espansione di The Sims 4 che è stata poi pubblicata il 2 aprile seguente per PC e MacOS. È stata poi seguita da altre espansioni.

### Game Pack
Il 19 dicembre 2014 Electronics Arts ha annunciato un nuovo tipo di add-on, chiamato game pack. Il game pack è più piccolo di un'espansione, ma più grande di uno stuff pack in quanto contiene nuove dinamiche di gioco.

### Stuff Pack
Il 13 maggio 2015 è stato pubblicato sul blog ufficiale di The Sims l'annuncio del primo stuff pack, intitolato Feste di lusso e pubblicato il 19 maggio 2015 per PC e macOS. È stato sottolineato il fatto che gli stuff pack non conterranno più solo nuovi oggetti e elementi del CAS, ma amplieranno anche la dinamica di gioco, introducendo nuovi oggetti di gameplay.

### Kit
Il 2 marzo 2021 vengono pubblicati i primi tre kit per The Sims 4. I kit sono piccoli pacchetti dal costo ridotto, che ampliano l'esperienza di gioco.

## Edizioni
| Caratteristiche                    | Caratteristiche                    | Standard               | Limited Edition        | Digital Deluxe | Premium Edition | Collector's Edition |
| ---------------------------------- | ---------------------------------- | ---------------------- | ---------------------- | -------------- | --------------- | ------------------- |
| Caratteristiche                    | Caratteristiche                    | Nei negozi e su EA App | Nei negozi e su EA App | Solo su EA App | Solo nei negozi | Solo nei negozi     |
| Gioco base                         | Gioco base                         | Sì                     | Sì                     | Sì             | Sì              | Sì                  |
| Contenuti addizionali (DLC)        | Anima della festa                  | No                     | Sì                     | Sì             | Sì              | Sì                  |
| Contenuti addizionali (DLC)        | Strepitosi cappelli di animali     | No                     | No                     | Sì             | Sì              | Sì                  |
| Contenuti addizionali (DLC)        | Notte in bianco                    | No                     | No                     | Sì             | Sì              | Sì                  |
| Colonna sonora digitale            | Colonna sonora digitale            | No                     | No                     | Sì             | Sì              | Sì                  |
| Il libro "Guida del creatore"      | Il libro "Guida del creatore"      | No                     | No                     | No             | Sì              | Sì                  |
| Statua del Plumbob interattiva USB | Statua del Plumbob interattiva USB | No                     | No                     | No             | No              | Sì                  |

## Accoglienza
| Testata                          | Versione     | Giudizio |
| -------------------------------- | ------------ | -------- |
| Metacritic (media al 31-01-2022) | PC           | 70/100   |
| Metacritic (media al 31-01-2022) | PS4          | 66/100   |
| Metacritic (media al 31-01-2022) | XBOXONE      | 66/100   |
| Everyeye.it                      | PC           | 70/100   |
| Gamesoul.it                      | PC           | 60/100   |
| IGN Italia (ITA)                 | PS4, XBOXONE | 75/100   |
| Eurogamer.it (ITA)               | PC           | 80/100   |
| Game Informer                    | PC           | 68/100   |
| Joystiq                          | PC           | 70/100   |
| 4News.it                         | PC           | 80/100   |

EA non ha distribuito copie di prova del gioco fino al 1º settembre, a tale causa i critici non hanno potuto recensire il gioco prima della sua uscita. In assenza delle prime recensioni è stato riscontrato che i giocatori erano generalmente insoddisfatti del gioco, soprattutto coloro che erano familiari con i precedenti giochi della serie.
The Sims 4 ha ricevuto un'accoglienza mista da parte della critica, come evidenziato dai punteggi medi su Metacritic per le versioni PC (70/100), PlayStation 4 (66/100) e Xbox One (66/100). Prima del lancio nel settembre 2014, l'annuncio dell'assenza di alcune funzionalità chiave presenti nei capitoli precedenti, come le piscine, la fase di vita dei bebè, il sistema di personalizzazione dei colori "Crea uno stile" e i mondi aperti, ha suscitato critiche e proteste da parte dei fan, portando anche alla creazione di una petizione su Change.org. Maxis ha giustificato queste omissioni spiegando che le risorse di sviluppo erano state concentrate sulla creazione di un nuovo motore di gioco, su un sistema di simulazione dell'intelligenza artificiale avanzato e sulla revisione degli strumenti di "Crea un Sim" e "Costruisci". Tuttavia, la possibilità di reintrodurre queste caratteristiche tramite aggiornamenti o contenuti scaricabili (DLC) è stata lasciata aperta.
Molti recensori hanno criticato il gioco per la scarsità di contenuti rispetto a The Sims 3, sottolineando la mancanza di personalizzazione, l'assenza di mondi aperti, le frequenti schermate di caricamento e la presenza di bug e glitch. Le versioni per console, rilasciate nel 2017, hanno ricevuto ulteriori critiche per i controlli poco intuitivi e problemi di prestazioni. Alcuni critici, come Jim Sterling di The Escapist, hanno descritto il gioco come "noioso" e "sterile", mentre altri, tra cui Nicholas Tan di GameRevolution, lo hanno definito un prodotto "incompleto" e progettato per favorire la vendita di futuri DLC.
Ci sono state anche recensioni positive che hanno elogiato la qualità grafica migliorata, il sistema di multitasking e il rinnovato "Crea un Sim" e "Costruisci", considerati intuitivi e accessibili. Inoltre, la funzione della Galleria, che consente di condividere e scaricare contenuti creati dai giocatori, è stata accolta positivamente.
Nonostante le critiche, il gioco ha ottenuto un notevole successo commerciale: al maggio 2024 ha superato i 85 milioni di giocatori su tutte le piattaforme, di cui 31 milioni acquisiti dopo il passaggio al modello free-to-play nell'ottobre 2022. EA ha inoltre dichiarato che il gioco ha generato oltre un miliardo di dollari di entrate, comprese le vendite dei DLC, con più di 30 milioni di espansioni vendute entro il 2018. Dopo il lancio, The Sims 4 ha raggiunto la vetta della classifica del Regno Unito, diventando il primo gioco esclusivamente per PC a farlo dai tempi di Guild Wars 2 nel 2012.

### Dopo il lancio

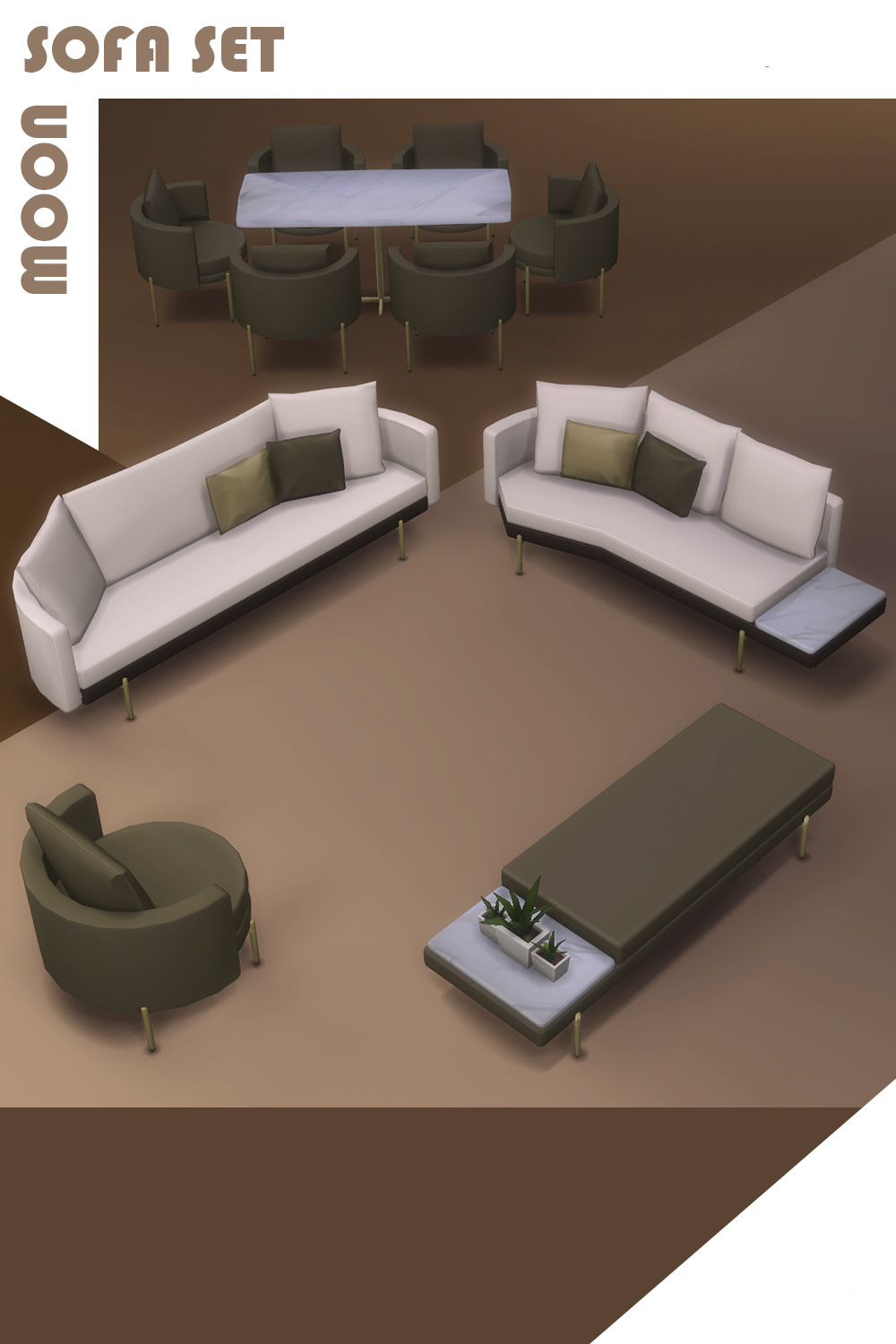
Un esempio di contenuto personalizzato creato dai giocatori per il gioco

In risposta alle critiche dei giocatori per le funzionalità mancanti, Maxis ha promesso di supportare The Sims 4 con aggiornamenti gratuiti di contenuti e caratteristiche. Tra le funzionalità aggiunte nel tempo figurano il ritorno delle piscine, il sistema genealogico, la fase di vita dei bebè, i seminterrati, un mondo sandbox aggiuntivo, la personalizzazione di genere e pronomi in "Crea un Sim", scenari di gioco, strumenti per la modifica del terreno, il sistema narrativo "Storie di quartiere", il sistema di desideri e paure, e l'introduzione delle fasi di vita di neonati e infanti, insieme al supporto per il poliamore. Tuttavia, alcuni recensori hanno notato che alcune di queste funzionalità richiedevano DLC per essere pienamente sfruttabili, come i neonati e gli infanti, resi più completi con l'espansione The Sims 4: Crescere Insieme. Al 2024 il gioco continua a ricevere aggiornamenti di contenuti e funzionalità.
Nel 2021 EA ha confermato il supporto a lungo termine per The Sims 4, riflettendo un cambiamento nel settore videoludico volto a favorire il mantenimento delle comunità di gioco nel tempo. In una riconsiderazione del gioco nel 2024, IGN ha elogiato il titolo per aver mantenuto il primato tra i simulatori di vita e per il forte coinvolgimento della community. Nell'ottobre 2022 Maxis ha annunciato una collaborazione con CurseForge per offrire un metodo ufficiale di distribuzione per mod e contenuti personalizzati. A seguito delle crescenti critiche per la presenza di bug e problemi di stabilità, nel 2024 Maxis ha formato un team dedicato alla risoluzione più frequente dei problemi tecnici e al miglioramento delle prestazioni.
Nel settembre 2022 EA ha annunciato che il gioco base sarebbe diventato free-to-play a partire dal 18 ottobre dello stesso anno, rendendolo il quarto titolo della serie a seguire questo modello, dopo The Sims Social, The Sims FreePlay e The Sims Mobile. Per un periodo limitato i giocatori che avevano acquistato il gioco prima di tale data hanno ricevuto gratuitamente il DLC The Sims 4: Desert Luxe Kit, un pacchetto di oggetti per la modalità "Costruisci".
Durante la stessa diretta dell'ottobre 2022, Maxis ha rivelato di essere al lavoro su un nuovo titolo della serie, con il nome provvisorio di "Project Rene". Sono state mostrate alcune funzioni in sviluppo, come il multiplayer co-op nella modalità "Costruisci" e la compatibilità multipiattaforma tra PC e dispositivi mobili. Il multiplayer sarà una componente centrale del gioco, che adotterà un modello free-to-play, ma non sarà un successore diretto di The Sims 4.

### Controversie sui pacchetti di espansione
Il nono game pack di The Sims 4, The Sims 4 Star Wars: Viaggio a Batuu, è stato annunciato il 27 agosto 2020. La rivelazione ha suscitato un'accoglienza negativa da parte della community, che ha criticato la scelta del tema, ritenendolo lontano dalle richieste più popolari tra i giocatori. Alcuni hanno ipotizzato che il pacchetto fosse frutto di un obbligo contrattuale, considerando che la licenza videoludica di Star Wars è di proprietà di Electronic Arts. Prima dell'annuncio, un sondaggio indipendente condotto da Digital Spy aveva chiesto ai giocatori quali temi avrebbero preferito vedere nei futuri contenuti di The Sims 4: il tema Star Wars si era classificato all'ultimo posto su ventuno opzioni disponibili. In seguito alle critiche, Maxis ha pubblicato aggiornamenti sullo sviluppo di funzionalità richieste dalla community, assicurando che non erano state influenzate dal lavoro su Viaggio a Batuu, ma riconoscendo difficoltà legate a problemi tecnici di base.
L'undicesimo game pack, The Sims 4: My Wedding Stories, è stato annunciato l'8 febbraio 2022. Il giorno successivo Maxis ha comunicato che il pacchetto non sarebbe stato pubblicato in Russia, citando le leggi locali sui videogiochi che vietano la promozione dell'omosessualità come norma sociale. Tuttavia, dopo un forte contraccolpo da parte della community russa, lo studio ha rivisto la decisione, includendo la Russia nella pubblicazione globale del 23 febbraio 2022, senza modifiche ai contenuti. Nonostante ciò, dal 4 marzo 2022, Electronic Arts ha sospeso la vendita dei propri giochi in Russia a causa dell'invasione russa dell'Ucraina.
Al momento dell'uscita, My Wedding Stories ha ricevuto critiche per numerosi bug e glitch, con problemi che rendevano l'evento principale del matrimonio quasi ingiocabile. Il pacchetto ha ottenuto un punteggio medio del 62% su Metacritic, il più basso mai registrato per un game pack di The Sims 4. Un aggiornamento rilasciato il 31 marzo 2022 ha corretto alcuni di questi problemi.